# NGC 904
NGC 904 è una galassia ellittica situata nella costellazione dell'Ariete, a una distanza di circa 248 milioni di anni luce dalla nostra Via Lattea.

## Scoperta
La galassia è stata scoperta il 13 dicembre 1884 dall'astronomo francese Édouard Stephan.